# Widlicz

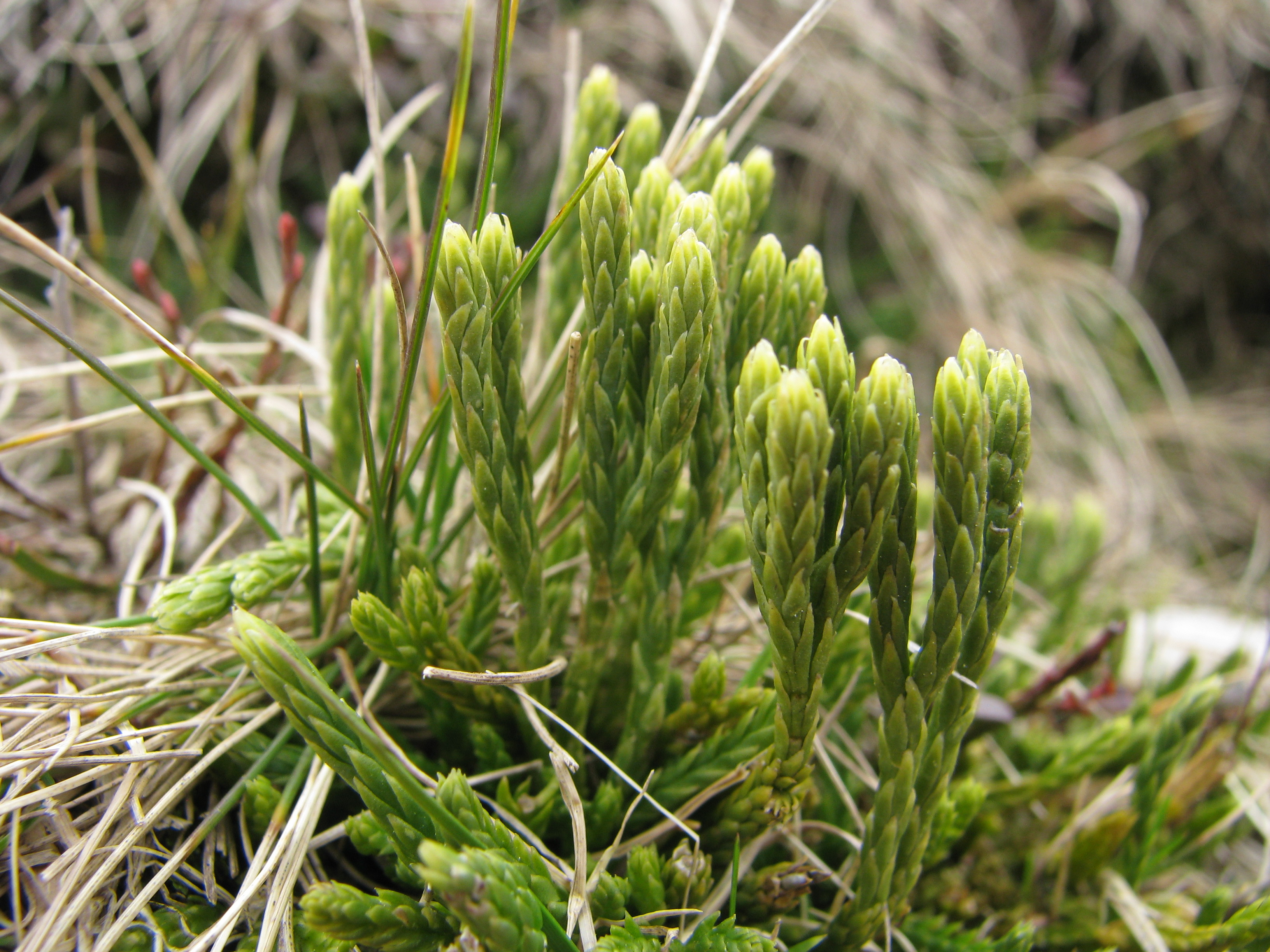
Diphasiastrum alpinum

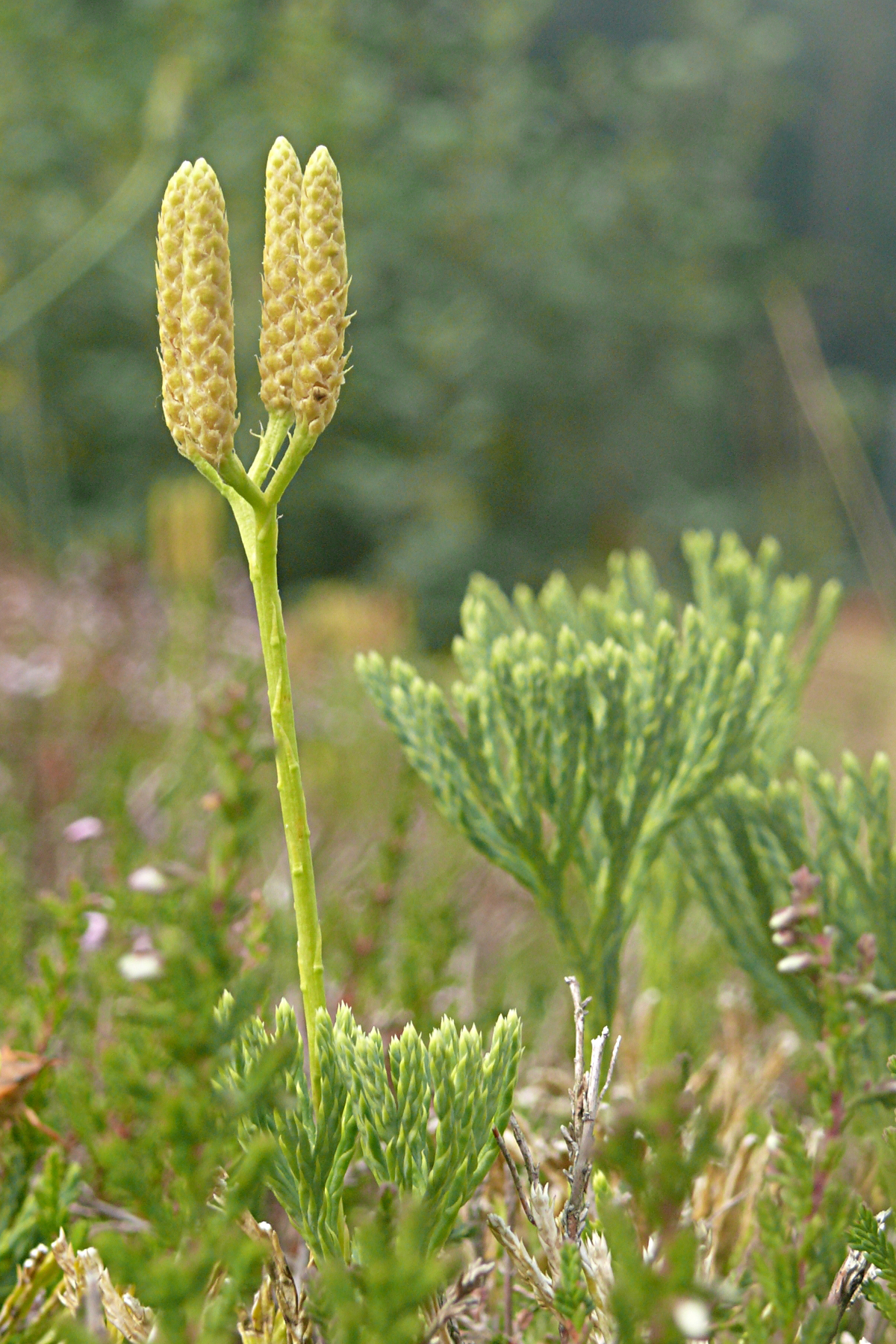
Diphasiastrum tristachyum

Widlicz, zeglej (Diphasiastrum Holub) – rodzaj roślin należących do rodziny widłakowatych. Obejmuje ok. 20–23 gatunki. Są to rośliny głównie półkuli północnej, z 6 przedstawicielami we florze Polski.
Rośliny zimozielone, naziemne, zasiedlające zwykle raczej suche siedliska, często na terenach wyżej położonych.

## Rozmieszczenie geograficzne
W większości (20 gatunków) rosną w strefie klimatu umiarkowanego i okołobiegunowego na półkuli północnej, dwa gatunki sięgają strefy międzyzwrotnikowej w Ameryce Południowej, jeden rośnie w południowej Afryce i na Madagaskarze. Rodzaj podawany jest także z Nowej Gwinei i Markizów. Do flory polskiej włączanych jest 6 gatunków (trzy z nich – D. issleri, D. oellgaardii i D. zeilleri – uznawane są za mieszańce):
- widlicz alpejski, widłak alpejski (Diphasiastrum alpinum (L.) Holub, syn. Lycopodium alpinum L.)
- widlicz cyprysowy, widłak cyprysowy (Diphasiastrum tristachyum (Pursh) Holub, syn. Diphasium tristachyum, syn. Lycopodium tristachyum Pursh)
- widlicz Isslera, widłak Isslera (Diphasiastrum issleri (Rouy) Holub)
- widlicz Oellgaarda, widłak Oellgaarda (Diphasiastrum oellgaardii (Stoor, Boudrie, Jérôme, K.Horn & Bennert))
- widlicz spłaszczony, widłak spłaszczony (Diphasiastrum complanatum (L.) Holub, syn. Lycopodium complanatum L.)
- widlicz Zeillera, widłak Zeillera (Diphasiastrum zeilleri (Rouy) Holub, syn. Diphasium zeilleri)

## Morfologia
PokrójRośliny naziemne, z reguły z pędami płożącymi się i korzeniącymi się w dolnej części, w końcowej części podnoszącymi się i prosto wzniesionymi. Pędy wzniesione są spłaszczone lub czteroboczne, zwykle z kilkoma odgałęzieniami bocznymi. Osiągają 2–6 mm średnicy. Na pędach nie powstają bulwki.
Liście (mikrofile)Na pędach płożących odległe, przylegające i cienkie, łuskowate. Na pędach wzniesionych liście wyrastają w czterech rzędach, przylegają lub odstają od łodygi, są lancetowate do niemal nitkowatych, zwykle łuskowate i nachodzące na siebie.
ZarodnieZebrane w kłos zarodnionośny pojedynczy i wówczas siedzący lub z pędu wyrasta kilka kłosów – wówczas rozwijają się one na ulistnionych, dychotomicznie rozgałęziających się szypułach. Kłosy osiągają od nieco tylko ponad 1 cm do 7,5 cm długości. Zarodnie mają kształt nerkowaty i powstają na liściach zarodnionośnych, krótszych od liści pokrywających szypułę.
GametofitPodziemny, myko-heterotroficzny, kształtu przypominającego korzeń marchwi, z rodniami i plemniami w górnej części.

## Systematyka
W systemach klasyfikacyjnych szeroko ujmujących rodzaj widłak Lycopodium rośliny tu należące zaliczane są do sekcji Complanata Victorin.
Gatunki tu zaliczane tworzą w obrębie rodzaju szereg mieszańców.
Pozycja i podział rodzaju w systemie PPG I (2016)
Rodzaj Diphasiastrum  należy do podrodziny Lycopodioideae W.H.Wagner & Beitel ex B. Øllg. z rodziny widłakowatych Lycopodiaceae – jedynej współczesnej w obrębie rzędu widłakowców Lycopodiales.
Wykaz gatunków
- Diphasiastrum alpinum (L.) Holub – widlicz alpejski
- Diphasiastrum angustiramosum (Alderw.) Holub
- Diphasiastrum carolinum (Lawalrée) Holub
- Diphasiastrum complanatum (L.) Holub – widlicz spłaszczony
- Diphasiastrum digitatum (Dill. ex A.Br.) Holub
- Diphasiastrum falcatum B.Øllg. & P.G.Windisch
- Diphasiastrum fawcettii (F.E.Lloyd & Underw.) Holub
- Diphasiastrum henryanum (E.D.Br. & F.Br.) Holub
- Diphasiastrum × issleri (Rouy) Holub – widlicz Isslera
- Diphasiastrum madeirense (J.H.Wilce) Holub
- Diphasiastrum multispicatum (J.H.Wilce) Holub
- Diphasiastrum nikoense (Franch. & Sav.) Holub
- Diphasiastrum × oellgaardii Stoor, Boudrie, Jérôme, K.Horn & Bennert – widlicz Oellgaarda
- Diphasiastrum platyrhizoma (J.H.Wilce) Holub
- Diphasiastrum sitchense (Rupr.) Holub
- Diphasiastrum thyoides (Humb. & Bonpl. ex Willd.) Holub
- Diphasiastrum tristachyum (Pursh) Holub – widlicz cyprysowy
- Diphasiastrum veitchii (Christ) Holub
- Diphasiastrum wightianum (Wall. ex Hook. & Grev.) Holub
- Diphasiastrum yueshanense (C.M.Kuo) Holub
- Diphasiastrum zanclophyllum (J.H.Wilce) Holub
- Diphasiastrum zeilleri (Rouy) Holub – widlicz Zeillera

## Ochrona
Wszystkie gatunki z tego rodzaju występujące dziko w Polsce podlegają prawnej ochronie gatunkowej.